# Pales aurescens
Pales aurescens là một loài ruồi trong họ Tachinidae.